# 黄华波
黄华波（1970年1月—），男，汉族，湖北孝感人，中华人民共和国政治人物，现任国家医疗保障局副局长。

## 生平
1989年就读于华中农业大学经济管理学院农业经济学专业。1996年7月参加工作，2000年6月加入中国共产党。曾任劳动保障部副处长、处长，人力资源和社会保障部处长等职。2018年1月至5月，任人力资源和社会保障部社会保险事业管理中心副主任。2018年5月，国家医疗保障局正式挂牌成立后，任监管组牵头人。2018年11月，任国家医疗保障局基金监管司司长。2021年4月，任医药服务管理司司长。2022年12月28日，任国家医疗保障局副局长。
2021年7月，参加在武汉大学举办的医保支付方式改革（DIP）研修班。